# 亀谷温泉
亀谷温泉（かめがいおんせん）は、富山県富山市亀谷に位置する温泉である。

## 概要
源泉は温泉地から8㎞上流で真谷トンネルの南方和田川の右岸流域で、最初は前田建設株式会社が100mボーリングし、後に大山町において300m掘り下げられたものである。亀谷温泉郷と言われることもあるが宿泊施設の廃業が重なり、2023年現在この源泉をひいているのは白樺の湯のみである。
また、極楽坂、粟巣野にある立山山麓温泉の一部として扱われることがある。立山山麓温泉とはどちらもアルカリ性温泉という点で共通している。
有峰林道の入り口近くにあり、薬師岳の折立登山口からの登山帰りに入浴で利用する人が多く、また白樺ハイツ営業時には富山駅からバスによる無料送迎も行っていた。
道路の向かい側には大山歴史民俗資料館がある。

## 歴史
1921年、越中電力株式会社が亀谷発電所建設の折、工事中の真谷トンネルから温泉が湧出した。これを引湯して亀谷に温泉郷を設けようとする計画が度々立てられていたが、延々8㎞の道のりが実現の障害となっていた。その後1964年8月から1969年8月にかけて、大山町（当時）の委託により556万円を以て、北日本地質株式会社が、真谷温泉のボーリングを担当した。
1970年8月、大山町（当時）において『温泉開発公社』が設立、続いて1971年4月、82,500m2の温泉地が2500万円で買収を完了し、造成が完了した。1974年に最初の旅館である『貴水館』が開業し、1975年にはホテル・レストラン兼営の『ホテルおおやま』、1976年4月には地上5階、地下2階建てのホテル『ビラ立山』、1977年には後述の『白樺ハイツ』が開業した。後に廃業したビラ立山を除く3軒の旅館は、2004年時点で健在であった（また、有峰山荘も亀谷温泉の施設として扱われていた）。
最初に開業した貴水館の新館大広間の天井板は、八尾町（現・富山市八尾地区）の聞名寺境内にあった杉の木（樹齢600年）が使用されていた。

## 白樺ハイツ(営業終了)
白樺ハイツは富山市亀谷（大山）にある亀谷エリアに最後まで存在していた温泉宿泊施設である。鉄筋5階建てで、近くにある白樺平（標高約600m）に由来しその名が付けられていた（名称は一般公募から審査、検討したものである）。
旧富山市と旧大山町の事務組合により1976年秋に用地買収し、1977年3月下旬 に1978年度当初オープンを目標に着工、1977年12月10日に富山県内2番目の国民宿舎として営業開始した。総事業費は3億8240万円。
開業当初は鉄筋コンクリート造り地上3階建て一部地下1階建て。地下には大浴場と娯楽室、1階にはラウンジ、会議室、大広間、大食堂、2階と3階には客室（和室21室、100人収容）という構成であった。また、当時はスキーシーズンには近くの極楽坂スキー場（現・立山山麓スキー場）、粟巣野スキー場などのスキー場までバスでスキー客を輸送していた。
1999年3月27日には、増築の上露天風呂を新装オープンさせている。市町村合併により2009年度から指定管理者制度を導入。北陸新幹線開業後の2016年度には6,881人が利用した。
しかし、施設の老朽化と利用者の減少（2019年度は4,507人にまで減少）に加え、2020年度には新型コロナウイルスの全国的な感染拡大の影響を受けて宿泊客が4月～7月まで42人にとどまったため、富山市は2020年度いっぱいで白樺ハイツを閉鎖する方針であると発表した（宿泊・食堂・宴会の営業は2020年9月30日まで、入浴サービスは2021年3月末までとなる）。

## 白樺の湯
白樺ハイツ閉鎖に伴い、温泉存続を望む地元住民の有志が「白樺の湯を守る会」を立ち上げ、結果、白樺ハイツ内の入浴ゾーンを活用して一部を改装し、2021年4月10日に地元有志が運営する『白樺の湯』としてオープンすることになった（4月9日はプレオープンとして無料開放）。この際、白樺ハイツのロビーや宿泊ゾーンなどは使用せず、出入り口は大浴場付近の通用口を使用する。

## 泉質
富山県では珍しい強いアルカリ性の温泉である。白樺ハイツの水風呂は加水・加温・消毒無しの自噴する源泉をかけ流している
- 単純硫黄泉[13]（一部資料では「単純硫化水素泉」[16]）
  - 源泉温度 31.9℃[2]
  - 弱塩味硫黄臭、無色透明
  - ph9.95[2] 低張性、アルカリ性[17]
  - 溶存物質208mg/kg[2]
  - 源泉かけ流し（加水濾過も使用）、水風呂も源泉100％を使用[17]

糖尿病、神経痛、リウマチ、腰痛、婦人病、創傷、高血圧などに効果がある（※いずれも効能はその効果を万人に保証するものではない）。

## 交通アクセス
富山地方鉄道立山線の木造駅舎の有峰口駅から徒歩35分で亀谷温泉に至る。距離2.3 km、標高差約90m(上り坂脇道階段使用で2.1 km)。